# Mon (huyện)
Huyện Mon là một huyện thuộc bang Nagaland, Ấn Độ. Thủ phủ huyện Mon đóng ở Mon. Huyện Mon có diện tích 1786 ki lô mét vuông. Đến thời điểm năm 2001, huyện Mon có dân số 259604 người.